# Капотерра
Капотерра (італ. Capoterra, сард. Cabuderra) — муніципалітет в Італії, у регіоні Сардинія,  провінція Кальярі.
Капотерра розташована на відстані близько 430 км на південний захід від Рима, 13 км на південний захід від Кальярі.
Населення — 23 766 осіб (2014).
Покровитель — S. Efisio.

## Демографія
Населення за роками:

Станом на 1 січня 2023 року в муніципалітеті офіційно проживало 647 іноземців з 68 країн, серед них 150 громадян країн Євросоюзу та 40 громадян України.

## Сусідні муніципалітети
- Ассеміні
- Кальярі
- Саррок
- Ута